# فرزاد وكاهزاد (قلعة خواجة)
فرزاد وكاهزاد (بالفارسية: فرزاد و کهزاد) هي منطقة سكنية تقع في إيران في قسم قلعة خواجة الريفي. يقدر عدد سكانها بـ 64 نسمة .